# Edificio Sarfatti
L'Edificio Sarfatti (conosciuto anche come I Leoni) è un edificio del campus dell'Università Bocconi a Milano situato in via Roberto Sarfatti n. 25.

## Storia

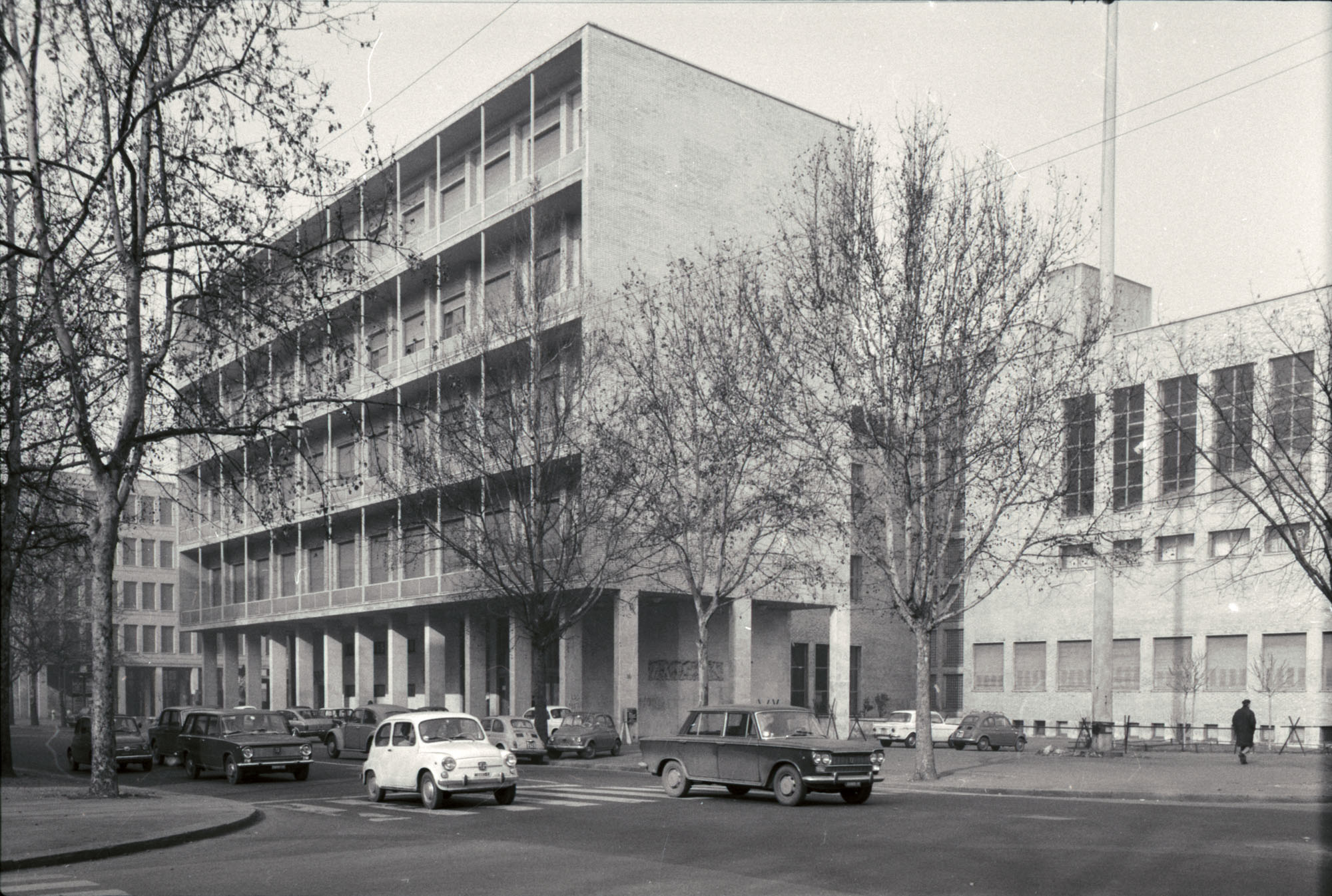
L'edificio Sarfatti,fotografato fa Paolo Monti nel 1969

I lavori di costruzione dell'attuale sede dell'Università Bocconi, progettata dall'architetto Giuseppe Pagano e dal suo collaboratore Gian Giacomo Predaval, ebbero inizio nel 1937 e si conclusero con l'inaugurazione dell'edificio il 21 dicembre 1941. Questo edificio rappresenta il nucleo originario del campus Bocconi a seguito del trasferimento dall'edificio storico di largo Treves (oggi via Statuto), la prima sede istituzionale fondata nel 1902 da Ferdinando Bocconi in memoria del figlio Luigi, caduto nella battaglia di Adua nel 1896.
L'edificio progettato da Pagano si inserisce nel contesto dell'architettura razionalista italiana, corrente che negli anni tra le due guerre promuoveva principi di funzionalità, chiarezza formale e rigore strutturale, in opposizione agli stili più decorativi del passato. La realizzazione di questo complesso rappresentò un importante sviluppo per l'ateneo, segnando il passaggio da una struttura più contenuta e distribuita a una sede centralizzata e moderna, in grado di accogliere un numero crescente di studenti e attività didattiche.
Negli anni successivi l'Università Bocconi ha continuato a svilupparsi sia sul piano accademico che infrastrutturale, integrando all'edificio originario ulteriori strutture e spazi funzionali, fra cui il nuovo campus inaugurato nel 2019 nell'area dell'ex Centrale del Latte, che ha ampliato le opportunità di didattica, ricerca e residenzialità per studenti e docenti.
L'edificio di via Sarfatti rimane uno dei simboli storici dell’ateneo e costituisce un esempio significativo dell’architettura razionalista nel contesto milanese del XX secolo.

## Descrizione
L'edificio dell'Università Bocconi è riconosciuto come una delle opere più rappresentative del Razionalismo italiano. La sua pianta cruciforme richiama con ogni probabilità modelli di architettura moderna come il Bauhaus Dessau (1925-1926) progettato dall’architetto Walter Gropius, evidenziando l’adesione a principi di funzionalità e semplicità formale tipici del movimento.
L'ingresso principale, situato in via Sarfatti, è caratterizzato dalla presenza di due statue di leone in ceramica smaltata verde realizzate in stile neomedievale dallo scultore Arturo Martini, che presidiano simbolicamente l'accesso all'edificio. Sul portico prospiciente la stessa via si trovano inoltre bassorilievi, alcuni disposti ad angolo, realizzati dall'artista Leone Lodi, che integrano l'architettura con un linguaggio decorativo sobrio e lineare.
Nel complesso, l'edificio riflette l'attenzione verso una sintesi tra estetica moderna e funzionalità didattica, collocandosi come un esempio significativo del panorama architettonico milanese del XX secolo.

## Galleria d'immagini

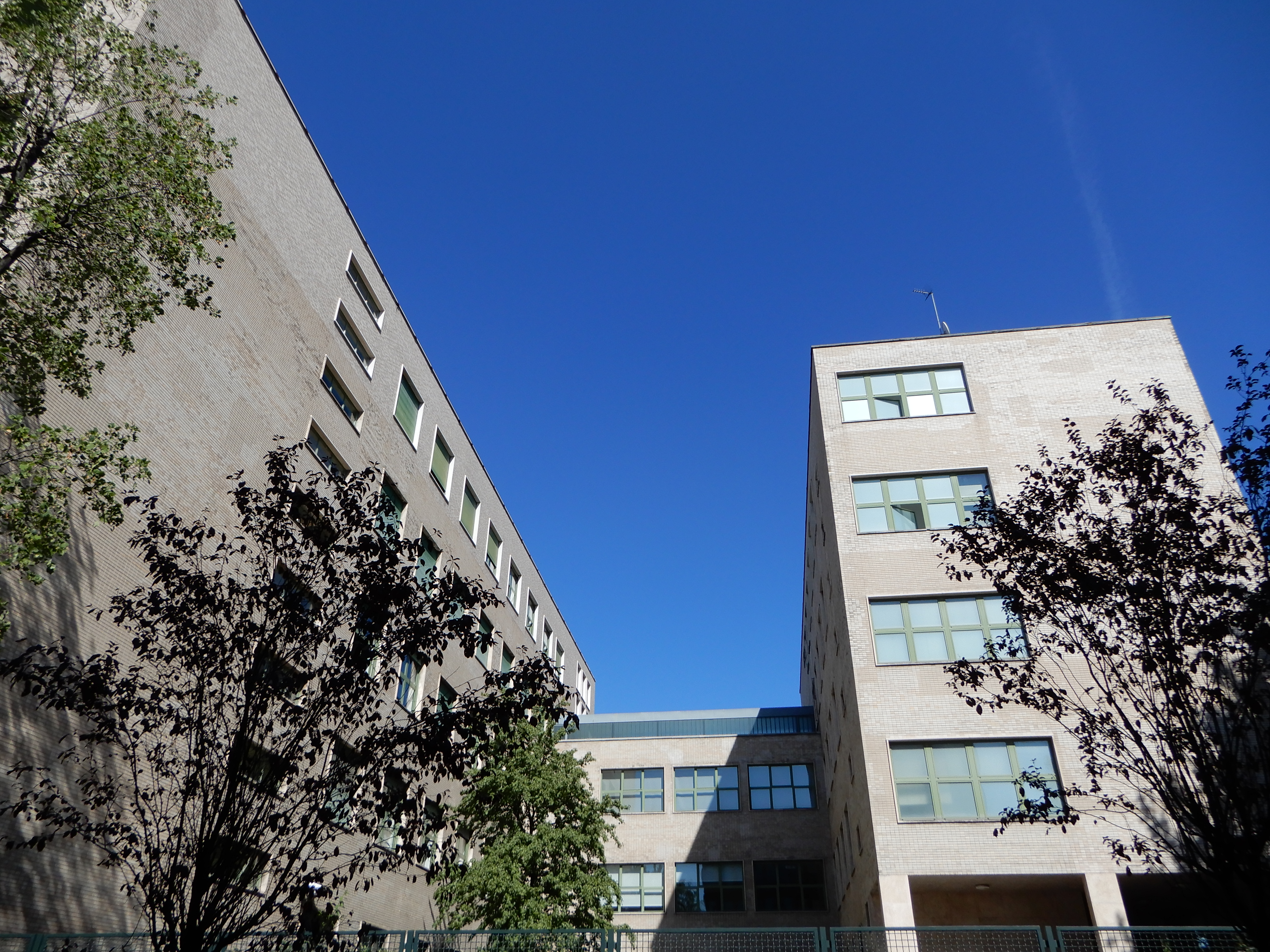
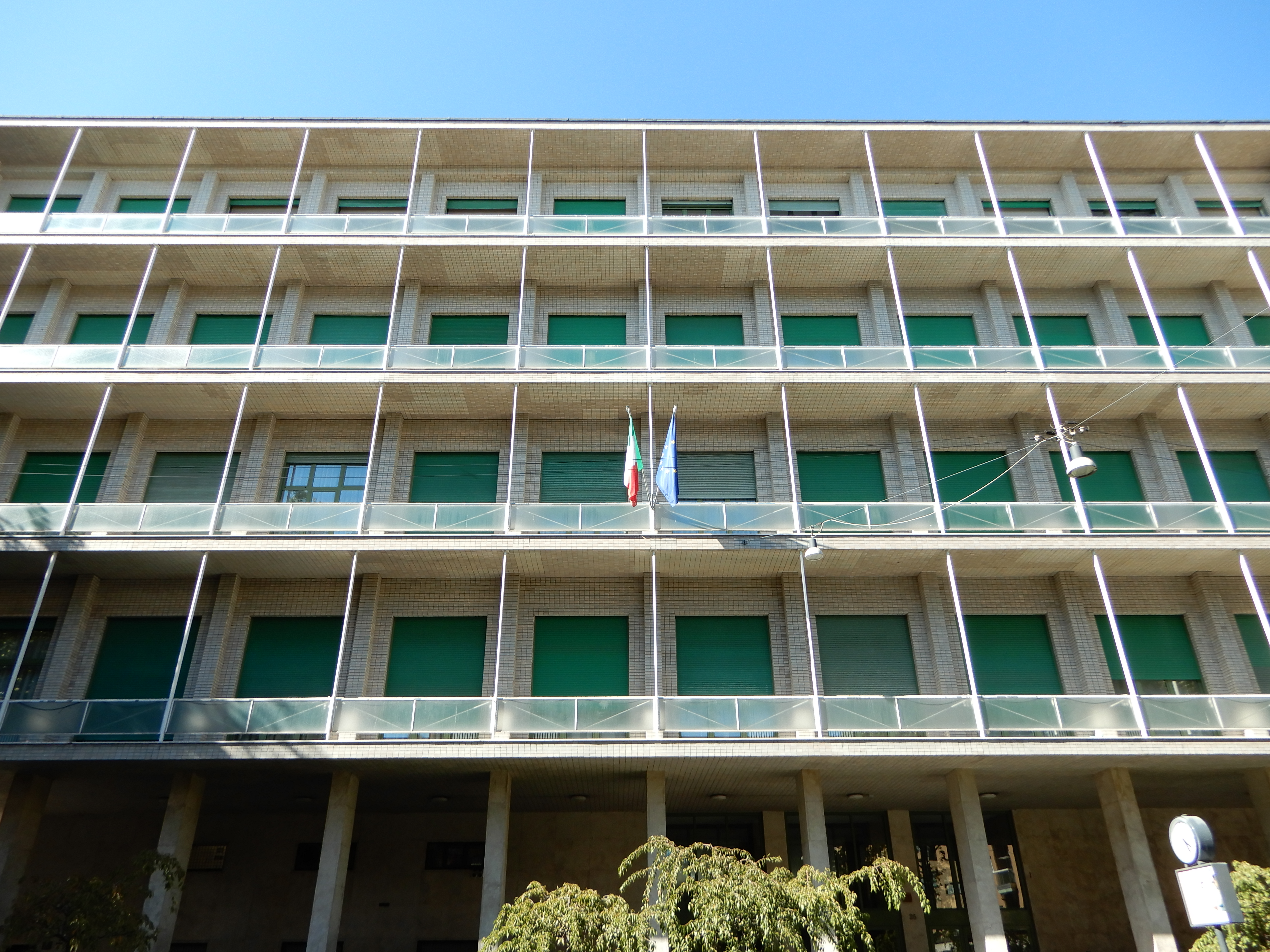
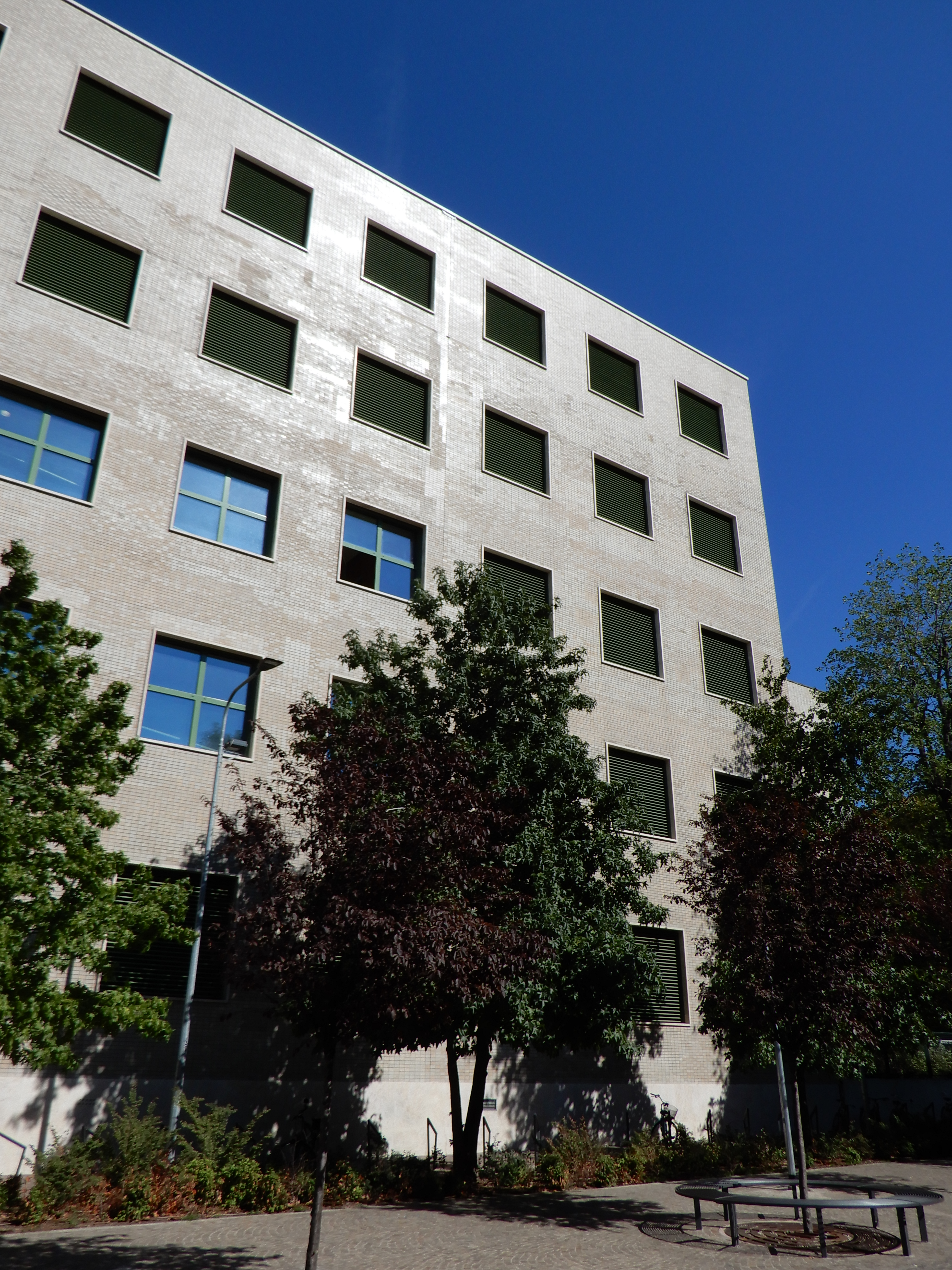